# Cộng hòa Xô viết Stavropol
Cộng hoà Xô viết Stavropol (Tiếng Nga:Ставропольская Советская Республика) là một nước Cộng hoà Xô viết trực thuộc nước Nga Xô viết .Nhà nước này được thành lập ngày 1 tháng 1 năm 1918 tại Phủ Stavropol của đế quốc Nga và đã được hợp nhất vào Cộng hòa Xô viết Bắc Kavkaz vào ngày 7 tháng 7 năm 1918.. Thủ đô của nước này đặt tại Stavropol.